# Christian Meyer (Sinologe)
Christian Meyer (* 22. August 1971 in Hannover) ist ein deutscher Sinologe.

## Leben
Nach der Promotion (Sinologie) im Oktober 2003; Prädikat: „summa cum laude“, Thema der Dissertation: „Ritendiskussionen am Hof der nördlichen Song-Zeit 1034–1093“ war er von 2003 bis 2011 wissenschaftlicher Assistent (Sinologie), Ostasiatisches Institut, Universität Leipzig. Von Oktober 2007 bis Sept 2008 war er Adjunct Assistant Professor, Department of Cultural and Religious Studies, The Chinese University of Hong Kong (mit Forschungsstipendium der DFG). Von Oktober 2010 bis September 2011 war er Visiting Fellow, Internationales Forschungskolleg (IKGF) „Schicksal, Freiheit und Prognose. Bewältigungsstrategien in Ostasien und Europa“ (Fate, Freedom and Prognostication. Strategies for Coping with the Future in East Asia and Europe), Universität Erlangen-Nürnberg. Nach der Habilitation im Fach Sinologie im Juni 2012 war er seit Juli 2012 Privatdozent, Lehrbefugnis für Sinologie, Universität Erlangen-Nürnberg. Von September 2012 bis Sept 2013 war er Member am Institute for Advanced Study. Von Oktober 2013 bis September 2014 vertrat er die Professur für Religions- und Missionswissenschaft (mit Schwerpunkt Ostasien), Philosophische Fakultät und Fachbereich Theologie, Universität Erlangen-Nürnberg. Von Oktober 2014 bis Dezember 2015 war er akademischer Koordinator, Collaborative Research Cluster "The Making and Unmaking of the Religious" / Forum für interdisziplinäre Religionsforschung, Universität Göttingen. Von Januar bis März 2016 war er Assistant Professor (Tenure Track) for East Asian Religions (joint appointment für Chinese Studies und Religious Studies). Seit April 2016 ist er Professor für Kultur und Geschichte des vormodernen China an der FU Berlin. Seit September 2018 hat er die Professur für Kultur und Geschichte Chinas mit Schwerpunkt Religionen (Heisenberg-Professur) an der FU Berlin inne.
Seine Forschungsschwerpunkte sind Geschichte und Kultur Chinas (seit der Song-Dynastie), Religionen in China, bes. (Neo)Konfuzianismus, Christentum, Falun Gong, Religionspolitik, konfuzianische Ritendiskurse, Religionsdiskurse im modernen China und Begegnungsgeschichte und Austauschprozesse zwischen China und dem Westen.

## Schriften (Auswahl)
- Taiwans „kulturelle Schizophrenie“. Drei Beiträge Lung Yingtais zur taiwanesischen Identitätsdiskussion. Mit einem Anhang „Ein offener Brief an Herrn Hu Jintao“. Bochum 2006, ISBN 3-89733-136-5.
- Ritendiskussionen am Hof der nördlichen Song-Dynastie (1034–1093). Zwischen Ritengelehrsamkeit, Machtkampf und intellektuellen Bewegungen. Nettetal 2008, ISBN 3-8050-0551-2.
- als Herausgeber mit Thomas Jansen und Thoralf Klein: Globalization and the making of religious modernity in China. Transnational religions, local agents, and the study of religion, 1800-present. Leiden 2014, ISBN 978-90-04-27150-0.